# Bruno Gollnisch
Bruno Gollnisch (Neuilly-sur-Seine, 28 de gener de 1950) és un polític francès membre del Front Nacional. És el net d'Émile Flourens. Fou eurodiputat (1989-2019) i president del grup parlamentari Identitat, Tradició i Sobirania. Sobre ell pesa una acusació de negació de l'Holocaust. Està casat i té tres fills. És trinet d'Edmond Gollnisch, alcalde de Sedan.